# 卢姆·穆罕默德帕夏
卢姆·穆罕默德帕夏（—1470年），奥斯曼帝国官员，希腊族裔，曾于1466年-1469年出任奥斯曼帝国宰相“大维齐尔”，是苏丹穆罕默德二世的第四任大维齐尔，也是第三位出身德夫希尔梅体系的大维齐尔。

## 生平
穆罕默德出身于伊斯坦布尔当地的一个希腊人家庭，被奥斯曼官方通过“德夫希尔梅”体系征募后，改宗伊斯兰教成为穆斯林。
在卡拉曼勒·穆罕默德帕夏的推动下，苏丹穆罕默德二世在1469年罢免了卢姆·穆罕默德的职务，并在1470年以溺刑将之处死了。